# Маљио (Мантова)
Маљио је насеље у Италији у округу Мантова, региону Ломбардија.
Према процени из 2011. у насељу је живело 63 становника. Насеље се налази на надморској висини од 27 м.